# Bundeswehrverwaltung

Organisation des Geschäftsbereichs BMVg im Jahr 2011

Die Bundeswehrverwaltung ist ein Teil der Bundeswehr. Sie entlastet die Streitkräfte von Aufgaben wie Personalwesen, Beschaffung, Betrieb der Liegenschaften und Verpflegung.

## Rechtsgrundlage und Hintergrund
Die Bundeswehrverwaltung ist im Grundgesetz vorgeschrieben. Demnach wird sie in bundeseigener Verwaltung mit eigenem Verwaltungsunterbau geführt. Sie dient den Aufgaben des Personalwesens und der unmittelbaren Deckung des Sachbedarfs der Streitkräfte (Art. 87b Abs. 1 S. 1 f. GG). Mit der Trennung von Streitkräften und Bundeswehrverwaltung wollten die Verfassungsgesetzgeber im Jahr 1956 (BGBl. I S. 111) eine zu große Machtfülle der neu aufgestellten deutschen Streitkräfte verhindern.

## Gliederung
Die Bundeswehrverwaltung umfasst drei der fünf zivilen Organisationsbereiche der Bundeswehr:
- Organisationsbereich Personal (P)
- Organisationsbereich Ausrüstung, Informationstechnik und Nutzung (AIN)
- Organisationsbereich Infrastruktur, Umweltschutz und Dienstleistungen (IUD)

## Geschichte
Bis zur Neuausrichtung der Bundeswehr im Jahr 2012 bestand die Bundeswehrverwaltung aus folgenden beiden Bereichen:
- Territoriale Wehrverwaltung (TerrWV)
- Rüstungsbereich (Rü)

## Soldaten
Seit 2012 werden in der Bundeswehrverwaltung vermehrt Soldaten eingesetzt. Davor dienten diese nahezu ausschließlich in den Streitkräften und die Bundeswehrverwaltung bestand grundsätzlich nur aus Beamten und Arbeitnehmern im öffentlichen Dienst. Um die grundgesetzlich vorgeschriebene Trennung von Streitkräften und Bundeswehrverwaltung zu gewährleisten, sind Soldaten, die außerhalb der Streitkräfte, insbesondere in Behörden und Dienststellen der Bundeswehrverwaltung verwendet werden, aus der durchgängigen Befehlskette der Streitkräfte herausgelöst. Sie stehen in allgemeindienstlichen Unterstellungsverhältnissen entsprechend dem jeweiligen organisatorischen Aufbau und werden auf der Grundlage dienstlicher Weisungen/Anordnungen geführt bzw. führen selbst auf dieser Grundlage, sofern sie eine Leitungsfunktion innehaben. Diese Soldaten werden durch den jeweiligen Dienststellen-/Behördenleiter geführt. Ihre soldatischen Rechte und Pflichten aus dem Wehrdienstverhältnis bleiben ebenso wie die Zuständigkeit für deren Personalführung unberührt. Zur Unterstützung des Dienststellen-/Behördenleiters in truppendienstlichen Angelegenheiten wurde in jeder Dienststelle/Behörde ein „Beauftragter für Angelegenheiten des militärischen Personals“ eingerichtet. Dieser ist im Regelfall Disziplinarvorgesetzter der Soldaten in der Dienststelle/Behörde und im Hinblick darauf Vorgesetzter nach § 3 Vorgesetztenverordnung.